# 共轭指数
數學上，若兩個實數{\displaystyle p,q>1}，且{\displaystyle {\frac {1}{p}}+{\frac {1}{q}}=1}，稱{\displaystyle p,q}為共軛指數（conjugate indices）。
一般定義{\displaystyle q=\infty }為{\displaystyle p=1}的共軛指數。
應用：
- 赫爾德不等式
- Beatty定理
- 若{\displaystyle p,q}為共軛指數，則空間{\displaystyle L^{p}}與{\displaystyle L^{q}}為對偶空間。